# Neopomacentrus azysron
Neopomacentrus azysron är en fiskart som först beskrevs av Bleeker, 1877.  Neopomacentrus azysron ingår i släktet Neopomacentrus och familjen Pomacentridae. Inga underarter finns listade i Catalogue of Life.